# Julang Pujianto
Julang Pujianto is een Indonesisch diplomaat. Rond maart 2019 trad hij aan als ambassadeur in van Indonesië in Suriname.

## Biografie
Rond 7 maart 2019 trad hij aan als ambassadeur in van Indonesië in Suriname, als opvolger van Dominicus Supratikto. Daarnaast werd hij op 29 mei ook geaccrediteerd voor Guyana en twee dagen later voor de Caricom. Op 5 februari 2025 nam hij officieel afscheid in Suriname. Hij werd door president Chan Santokhi onderscheiden met het Grootlint in de Ereorde van de Palm.